# Abel and Mary Nicholson House
Abel and Mary Nicholson House is een historisch huis in Salem in de Amerikaanse staat New Jersey. Het was de woning van Abel en Mary Nicholson. Het huis is van architectonisch belang; het is namelijk een uitstekend voorbeeld van een lokale bouwstijl waarbij de bakstenen decoratieve patronen vormen.
Sinds 2000 is het bouwwerk erkend als National Historic Landmark. Daarnaast staat het sinds 1996 in het New Jersey Register of Historic Places.